# Santa Luzia d'Oeste
thumb
Santa Luzia d'Oeste este un oraș în Rondônia (RO), Brazilia.